# Xian de Tangyuan
Pour les articles homonymes, voir Tangyuan.
Le xian de Tangyuan (汤原县 ; pinyin : Tāngyuán Xiàn) est un district administratif de la province du Heilongjiang en Chine. Il est placé sous la juridiction de la ville-préfecture de Jiamusi.

## Démographie
La population du district était de 266 698 habitants en 1999.